# Vibrant
U fonetici je vibrant suglasnik koji se prozvodi vibracijama između artikulatora i mjesta tvorbe, to jest pokretljivi artikulator (najčešće jezik) dodiruje pasivni više puta u kratku razdoblju.
Vibranti uključeni u međunarodnu fonetsku abecedu:
- [r] – alveolarni vibrant
- [ʙ] – bilabijalni vibrant (rijedak)
- [ʀ] – uvularni vibrant
- [ʢ] – faringealni/epiglotalni vibrant ili epiglotalni frikativ

Vibranti mogu biti i bezvučni poput glasa [r̥] u islandskoj riječi za gavrana hrafn [ˈr̥apn̥].
U standardnom hrvatskom jeziku postoji zvučni alveolarni vibrant.